# Hugo Rubio
Hugo Eduardo Rubio Montecinos (Talca, 5 luglio 1960) è un procuratore sportivo ed ex calciatore cileno, di ruolo attaccante.

## Biografia
Anche suo padre Ildefonso fu un calciatore, così come lo sono i suoi figli Eduardo, Matías e Diego.

## Carriera
Giocò in Cile dal 1979 al 1985 e poi in Europa fino al 1991 con Malaga, Bologna e San Gallo, con una breve parentesi nuovamente in patria con il Colo-Colo tra il 1986 ed il 1988. In Italia subì un infortunio in una partita di Coppa Italia contro il Napoli, dove un'entrata da parte di Alessandro Renica gli costò sei mesi di stop: quando Rubio tornò in campo non fu più in grado di riprendere uno stato di forma accettabile, giocando 14 partite senza realizzare alcuna rete. Successivamente i felsinei lo mandarono in prestito agli svizzeri del San Gallo.
Dopo il ritiro dal calcio agonistico, avvenuto nel 1996, ha esercitato la professione di procuratore sportivo insieme al connazionale Iván Zamorano per l'azienda Passball (tra i suoi calciatori ci sono Héctor Tapia, Claudio Maldonado, Mark González, Nicolás Córdova, Mauricio Pinilla e Reinaldo Navia) e ha gestito una scuola calcio a Santiago assieme a Claudio Borghi, suo ex compagno di squadra al Colo-Colo nel 1992.

## Statistiche

### Cronologia presenze e reti in nazionale
| Cronologia completa delle presenze e delle reti in nazionale ― Cile | Cronologia completa delle presenze e delle reti in nazionale ― Cile | Cronologia completa delle presenze e delle reti in nazionale ― Cile | Cronologia completa delle presenze e delle reti in nazionale ― Cile | Cronologia completa delle presenze e delle reti in nazionale ― Cile | Cronologia completa delle presenze e delle reti in nazionale ― Cile | Cronologia completa delle presenze e delle reti in nazionale ― Cile | Cronologia completa delle presenze e delle reti in nazionale ― Cile |
| Data                                                                | Città                                                               | In casa                                                             | Risultato                                                           | Ospiti                                                              | Competizione                                                        | Reti                                                                | Note                                                                |
| ------------------------------------------------------------------- | ------------------------------------------------------------------- | ------------------------------------------------------------------- | ------------------------------------------------------------------- | ------------------------------------------------------------------- | ------------------------------------------------------------------- | ------------------------------------------------------------------- | ------------------------------------------------------------------- |
| 28-10-1984                                                          | Santiago del Cile                                                   | Cile                                                                | 1 – 0                                                               | Messico                                                             | Amichevole                                                          | -                                                                   | 59’                                                                 |
| 6-2-1985                                                            | Viña del Mar                                                        | Cile                                                                | 1 – 0                                                               | Paraguay                                                            | Amichevole                                                          | -                                                                   | 72’                                                                 |
| 21-2-1985                                                           | Santiago del Cile                                                   | Cile                                                                | 1 – 1                                                               | Colombia                                                            | Amichevole                                                          | -                                                                   |                                                                     |
| 24-2-1985                                                           | Santiago del Cile                                                   | Cile                                                                | 1 – 2                                                               | Perù                                                                | Amichevole                                                          | 1                                                                   | 57’                                                                 |
| 9-3-1985                                                            | Lima                                                                | Perù                                                                | 1 – 1                                                               | Cile                                                                | Amichevole                                                          | -                                                                   |                                                                     |
| 17-3-1985                                                           | Santiago del Cile                                                   | Cile                                                                | 6 – 2                                                               | Ecuador                                                             | Qual. Mondiali 1986                                                 | -                                                                   | 73’                                                                 |
| 24-3-1985                                                           | Santiago del Cile                                                   | Cile                                                                | 2 – 0                                                               | Uruguay                                                             | Qual. Mondiali 1986                                                 | 1                                                                   |                                                                     |
| 7-4-1985                                                            | Montevideo                                                          | Uruguay                                                             | 2 – 1                                                               | Cile                                                                | Qual. Mondiali 1986                                                 | -                                                                   |                                                                     |
| 14-5-1985                                                           | Buenos Aires                                                        | Argentina                                                           | 2 – 0                                                               | Cile                                                                | Amichevole                                                          | -                                                                   |                                                                     |
| 21-5-1985                                                           | Santiago del Cile                                                   | Cile                                                                | 2 – 1                                                               | Brasile                                                             | Amichevole                                                          | 1                                                                   | 70’                                                                 |
| 27-10-1985                                                          | Santiago del Cile                                                   | Cile                                                                | 4 – 2                                                               | Perù                                                                | Qual. Mondiali 1986                                                 | 1                                                                   |                                                                     |
| 3-11-1985                                                           | Lima                                                                | Perù                                                                | 0 – 1                                                               | Cile                                                                | Qual. Mondiali 1986                                                 | -                                                                   |                                                                     |
| 10-11-1985                                                          | Asunción                                                            | Paraguay                                                            | 3 – 0                                                               | Cile                                                                | Qual. Mondiali 1986                                                 | -                                                                   |                                                                     |
| 17-11-1985                                                          | Santiago del Cile                                                   | Cile                                                                | 2 – 2                                                               | Paraguay                                                            | Qual. Mondiali 1986                                                 | 1                                                                   | 70’                                                                 |
| 24-6-1987                                                           | Santiago del Cile                                                   | Cile                                                                | 1 – 0                                                               | Perù                                                                | Amichevole                                                          | -                                                                   | 59’                                                                 |
| 12-7-1987                                                           | Buenos Aires                                                        | Uruguay                                                             | 1 – 0                                                               | Cile                                                                | Coppa America 1987 - Finale                                         | -                                                                   | 63’                                                                 |
| 23-5-1988                                                           | Toronto                                                             | Cile                                                                | 0 – 1                                                               | Grecia                                                              | Matthews Cup - 1º turno                                             | -                                                                   |                                                                     |
| 25-5-1988                                                           | Toronto                                                             | Canada                                                              | 1 – 0                                                               | Cile                                                                | Matthews Cup - 1º turno                                             | -                                                                   |                                                                     |
| 1-6-1988                                                            | Stockton                                                            | Stati Uniti                                                         | 1 – 1                                                               | Cile                                                                | Amichevole                                                          | -                                                                   |                                                                     |
| 3-6-1988                                                            | San Diego                                                           | Stati Uniti                                                         | 1 – 3                                                               | Cile                                                                | Amichevole                                                          | -                                                                   | Uscita                                                              |
| 5-6-1988                                                            | Fresno                                                              | Stati Uniti                                                         | 0 – 3                                                               | Cile                                                                | Amichevole                                                          | 2                                                                   | Uscita                                                              |
| 23-5-1989                                                           | Londra                                                              | Inghilterra                                                         | 0 – 0                                                               | Cile                                                                | Amichevole                                                          | -                                                                   |                                                                     |
| 30-5-1989                                                           | Glasgow                                                             | Scozia                                                              | 2 – 0                                                               | Cile                                                                | Amichevole                                                          | -                                                                   |                                                                     |
| 6-8-1989                                                            | Caracas                                                             | Venezuela                                                           | 1 – 3                                                               | Cile                                                                | Qual. Mondiali 1990                                                 | -                                                                   |                                                                     |
| 13-8-1989                                                           | Santiago del Cile                                                   | Cile                                                                | 1 – 1                                                               | Brasile                                                             | Qual. Mondiali 1990                                                 | -                                                                   | 52’ 57’                                                             |
| 22-5-1991                                                           | Dublino                                                             | Irlanda                                                             | 1 – 1                                                               | Cile                                                                | Amichevole                                                          | -                                                                   |                                                                     |
| 19-6-1991                                                           | Guayaquil                                                           | Ecuador                                                             | 2 – 1                                                               | Cile                                                                | Amichevole                                                          | -                                                                   |                                                                     |
| 26-6-1991                                                           | Montevideo                                                          | Uruguay                                                             | 2 – 1                                                               | Cile                                                                | Amichevole                                                          | 1                                                                   |                                                                     |
| 30-6-1991                                                           | Santiago del Cile                                                   | Cile                                                                | 3 – 1                                                               | Ecuador                                                             | Amichevole                                                          | 2                                                                   | Uscita                                                              |
| 6-7-1991                                                            | Santiago del Cile                                                   | Cile                                                                | 2 – 0                                                               | Venezuela                                                           | Coppa America 1991 - 1º turno                                       | 1                                                                   |                                                                     |
| 8-7-1991                                                            | Concepción                                                          | Cile                                                                | 4 – 2                                                               | Perù                                                                | Coppa America 1991 - 1º turno                                       | 1                                                                   | 57’                                                                 |
| 10-7-1991                                                           | Santiago del Cile                                                   | Argentina                                                           | 1 – 0                                                               | Cile                                                                | Coppa America 1991 - 1º turno                                       | -                                                                   | 59’                                                                 |
| 14-7-1991                                                           | Santiago del Cile                                                   | Cile                                                                | 4 – 0                                                               | Paraguay                                                            | Coppa America 1991 - 1º turno                                       | 1                                                                   | 77’                                                                 |
| 17-7-1991                                                           | Santiago del Cile                                                   | Cile                                                                | 1 – 1                                                               | Colombia                                                            | Coppa America 1991 - Girone finale                                  | -                                                                   | 62’                                                                 |
| 19-7-1991                                                           | Santiago del Cile                                                   | Argentina                                                           | 0 – 0                                                               | Cile                                                                | Coppa America 1991 - Girone finale                                  | -                                                                   |                                                                     |
| 21-7-1991                                                           | Santiago del Cile                                                   | Brasile                                                             | 2 – 0                                                               | Cile                                                                | Coppa America 1991 - Girone finale                                  | -                                                                   |                                                                     |
| Totale                                                              |                                                                     | Presenze                                                            | 36                                                                  |                                                                     | Reti                                                                | 13                                                                  |                                                                     |

## Palmarès

### Club

#### Competizioni nazionali
- Campionato cileno: 3

Colo-Colo: 1991, 1993, 1996
- Copa Chile: 1

Colo-Colo: 1994

#### Competizioni internazionali
- Coppa Interamericana: 1

Colo-Colo: 1991
- Recopa Sudamericana: 1

Colo-Colo: 1992
- Coppa Interamericana: 1

Colo-Colo: 1991